# هيرفيه بيير
هيرفيه بيير (بالفرنسية: Hervé Pierre؛ بالإنجليزية: Hervé Pierre) هو مصمم أزياء فرنسي وأمريكي، ولد في 1965.